# グレ (ドゥー県)
グレ （Glay）は、フランス、ブルゴーニュ＝フランシュ＝コンテ地域圏、ドゥー県のコミューン。地元の方言では、地名をGliayまたはLiayという。

## 由来
1150年代にGlay、1278年にGlai、1340年にGlaie、1360年にGlay、1412年にGuelay、1423年以降Glayとなっている。

## 人口統計
| 1962年 | 1968年 | 1975年 | 1982年 | 1990年 | 1999年 | 2004年 | 2014年 |
| ------ | ------ | ------ | ------ | ------ | ------ | ------ | ------ |
| 310    | 314    | 325    | 268    | 307    | 314    | 306    | 350    |

参照元:1962年から1999年までは複数コミューンに住所登録をする者の重複分を除いたもの。それ以降は当該コミューンの人口統計によるもの。1999年までEHESS/Cassini、2006年以降INSEE。

## ギャラリー

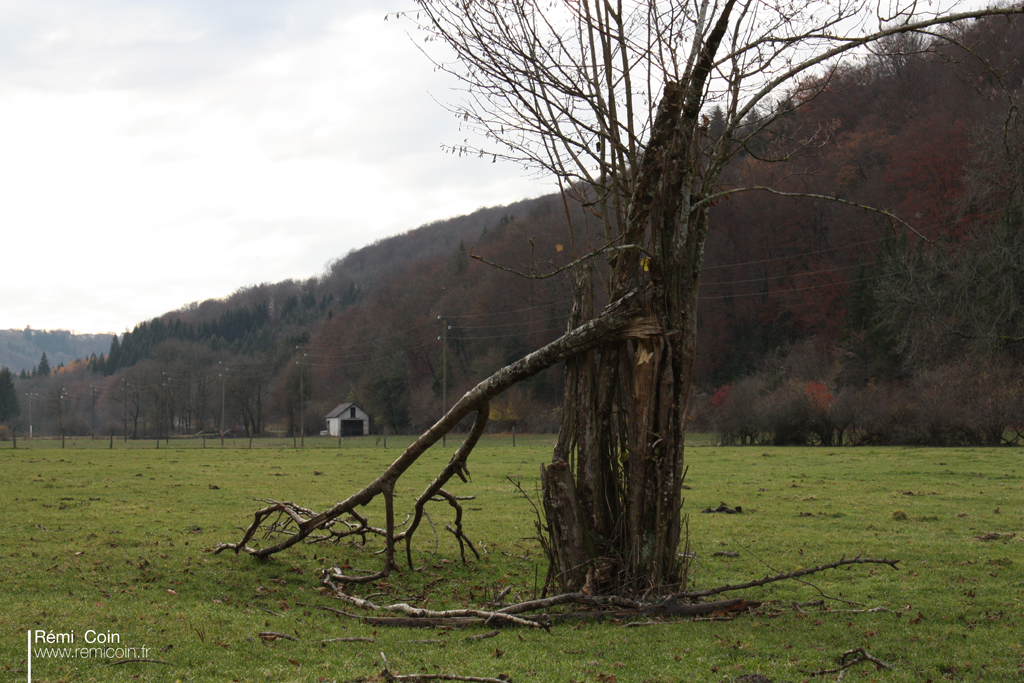
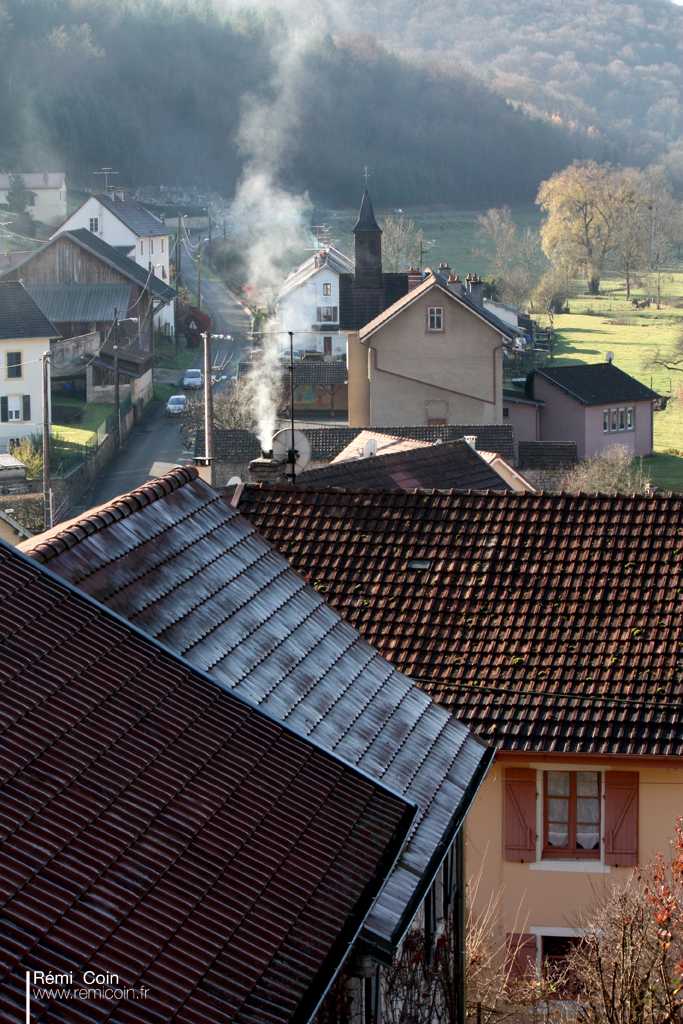
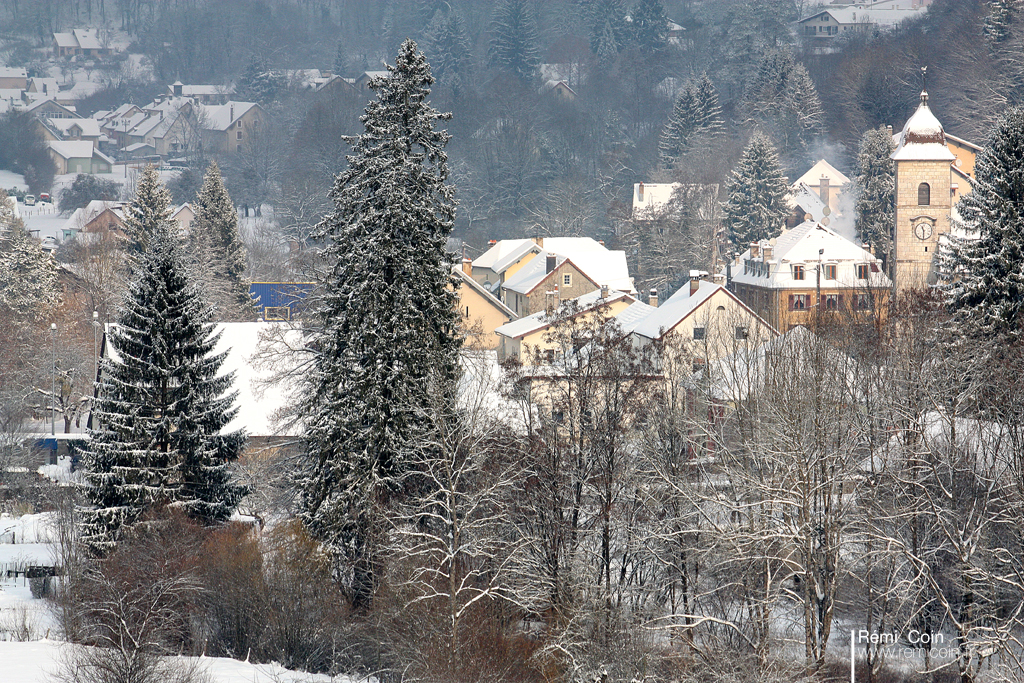
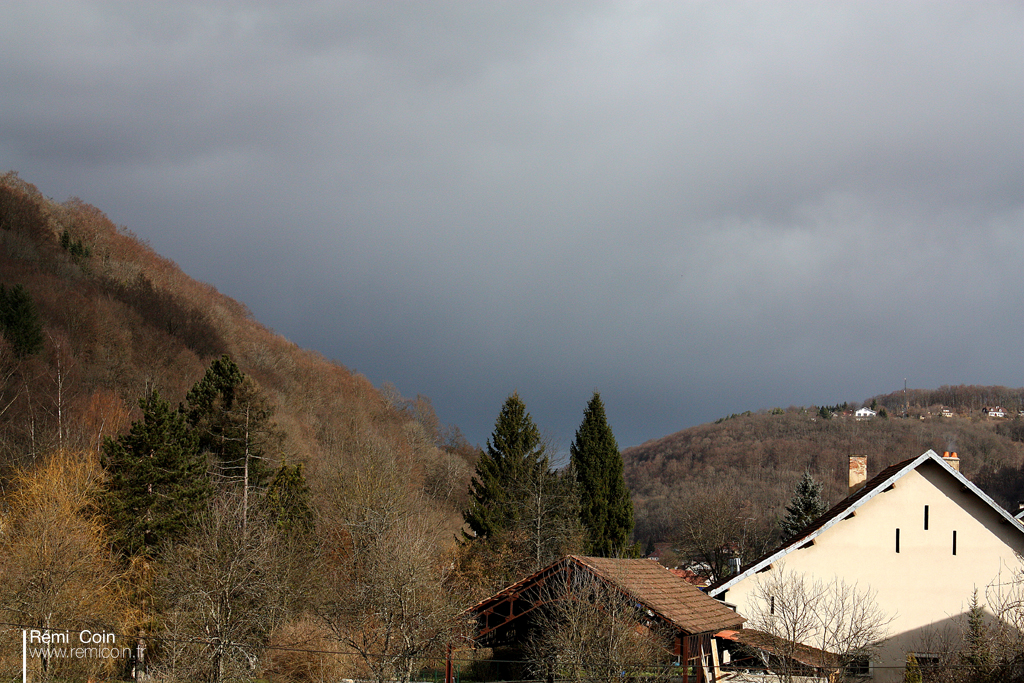
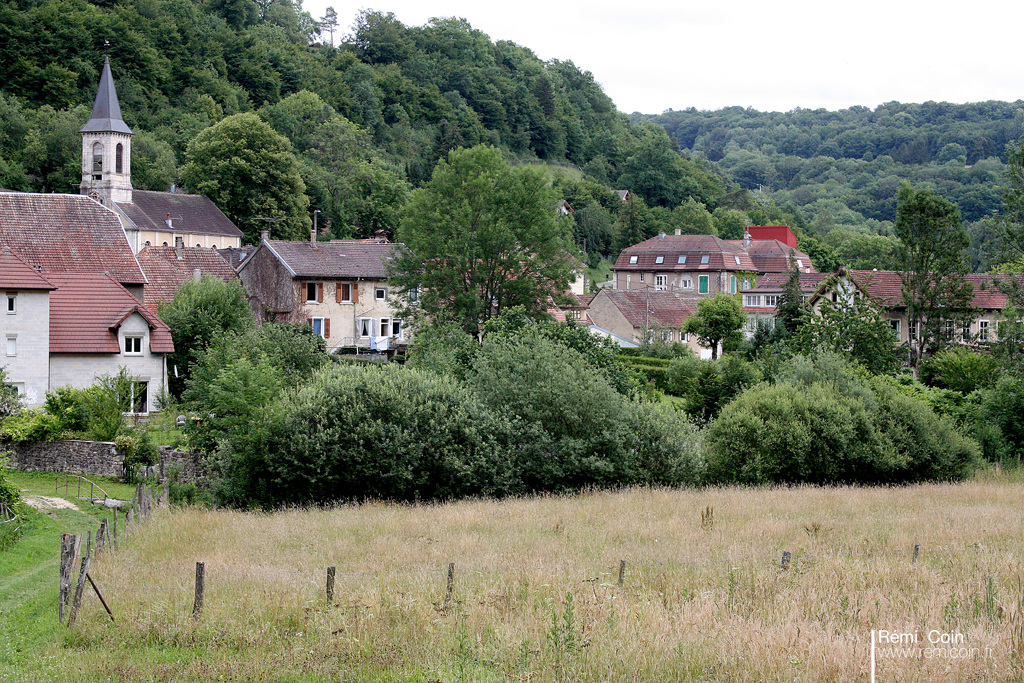
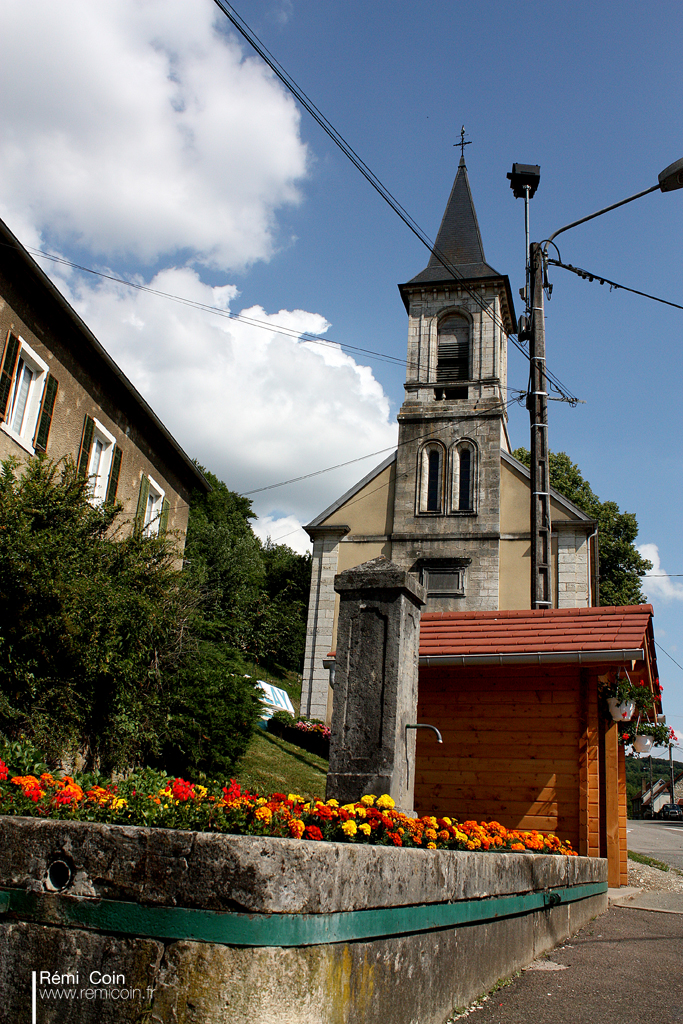
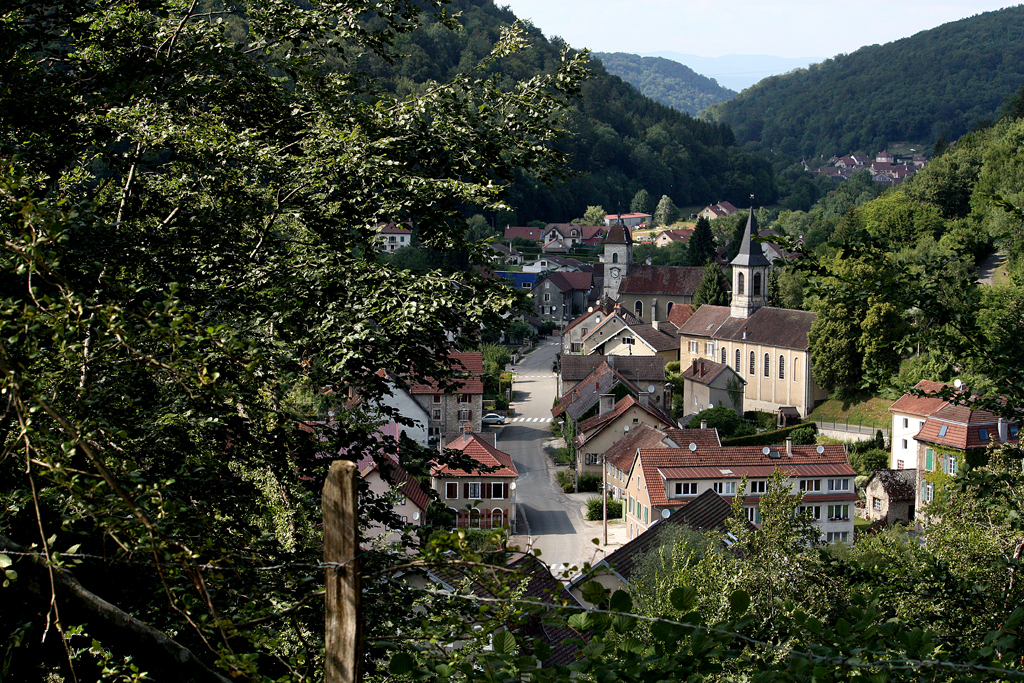
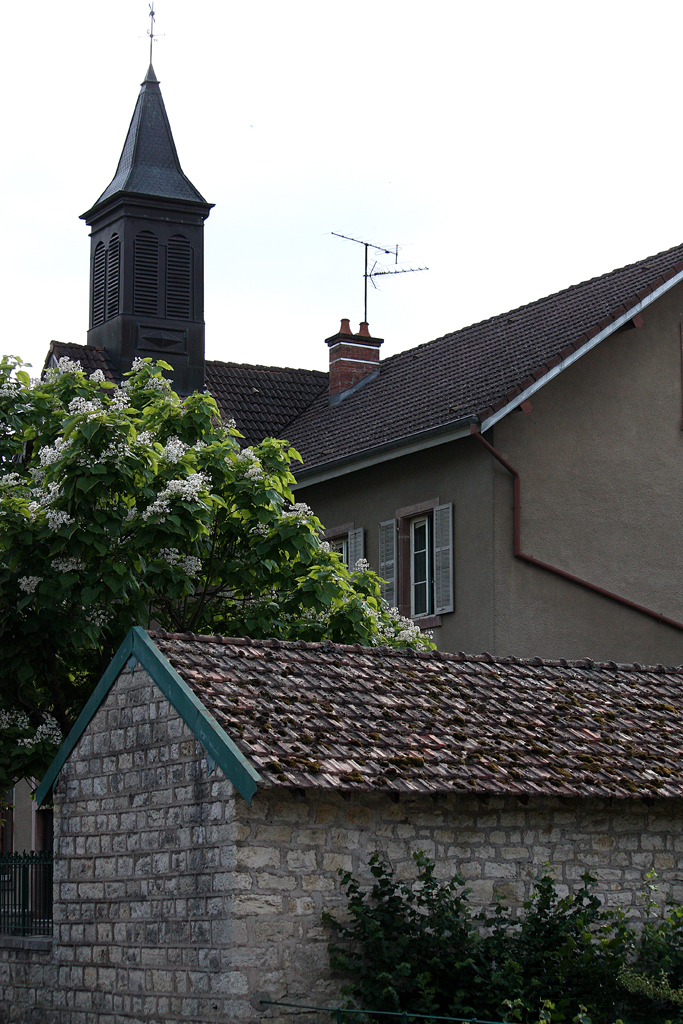
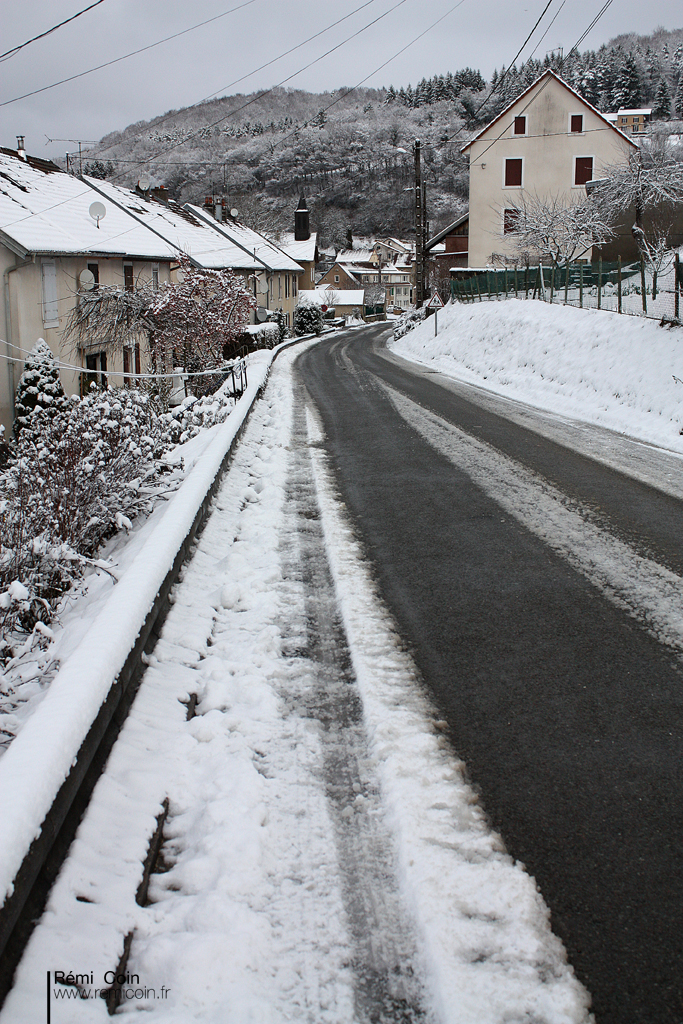
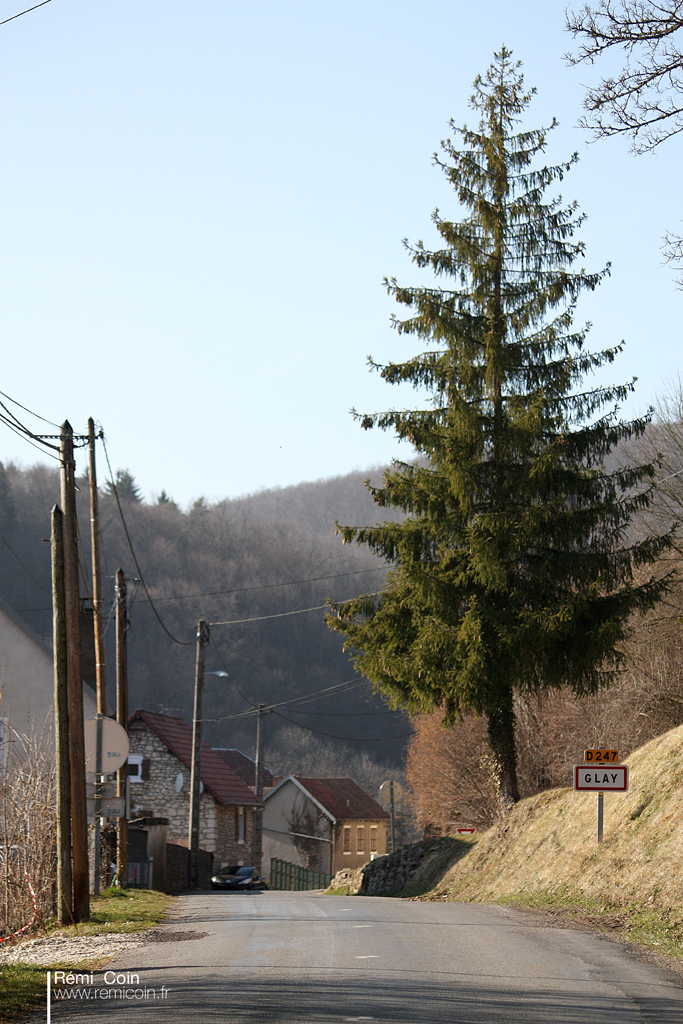
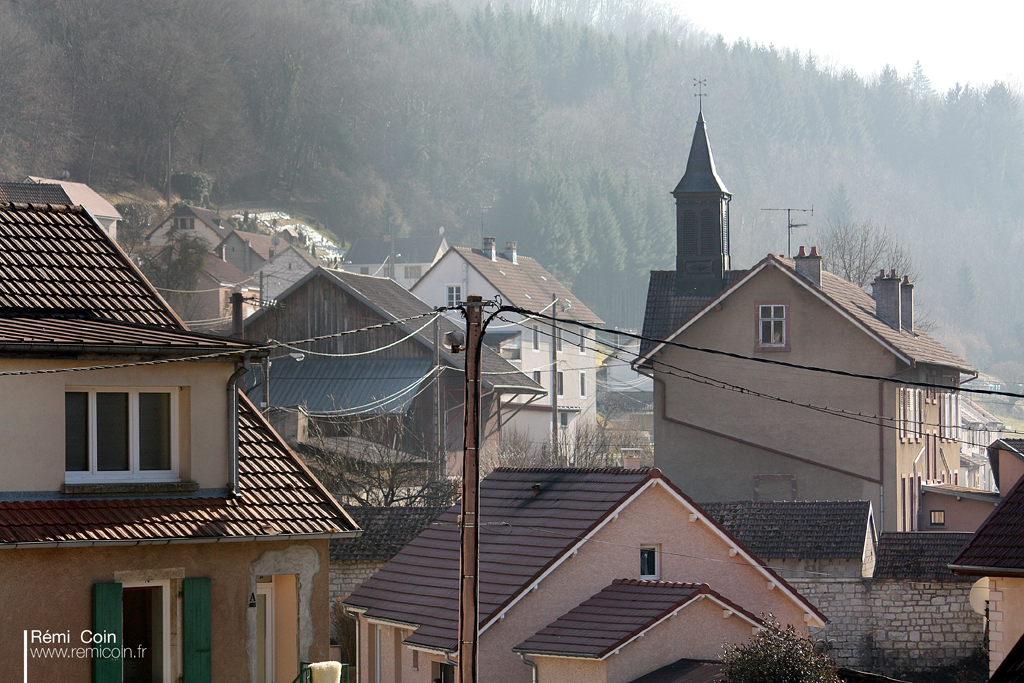
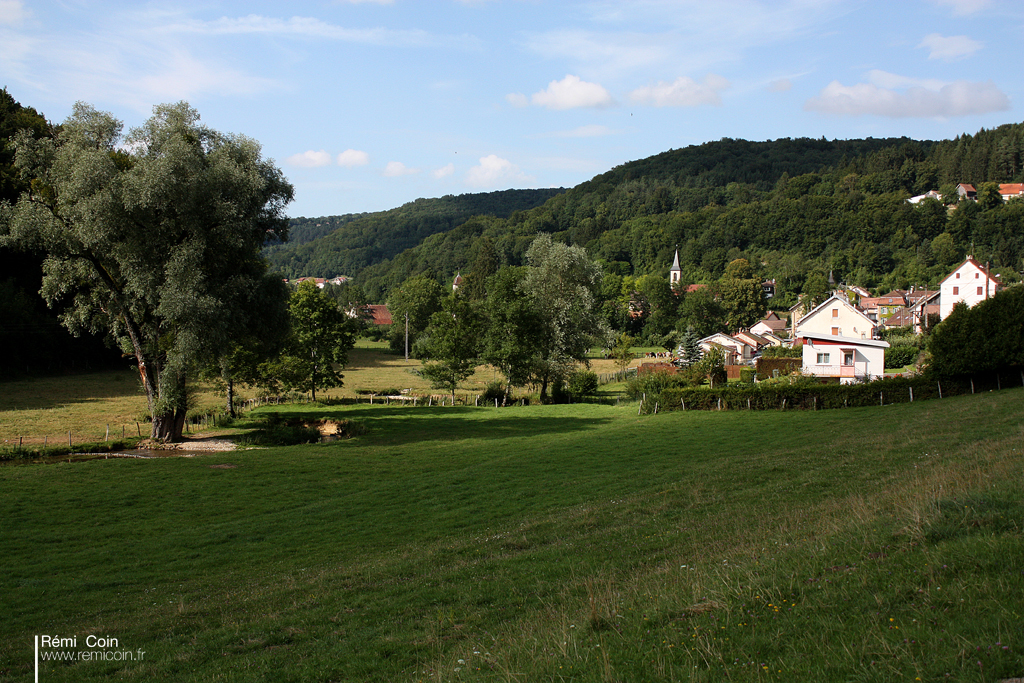
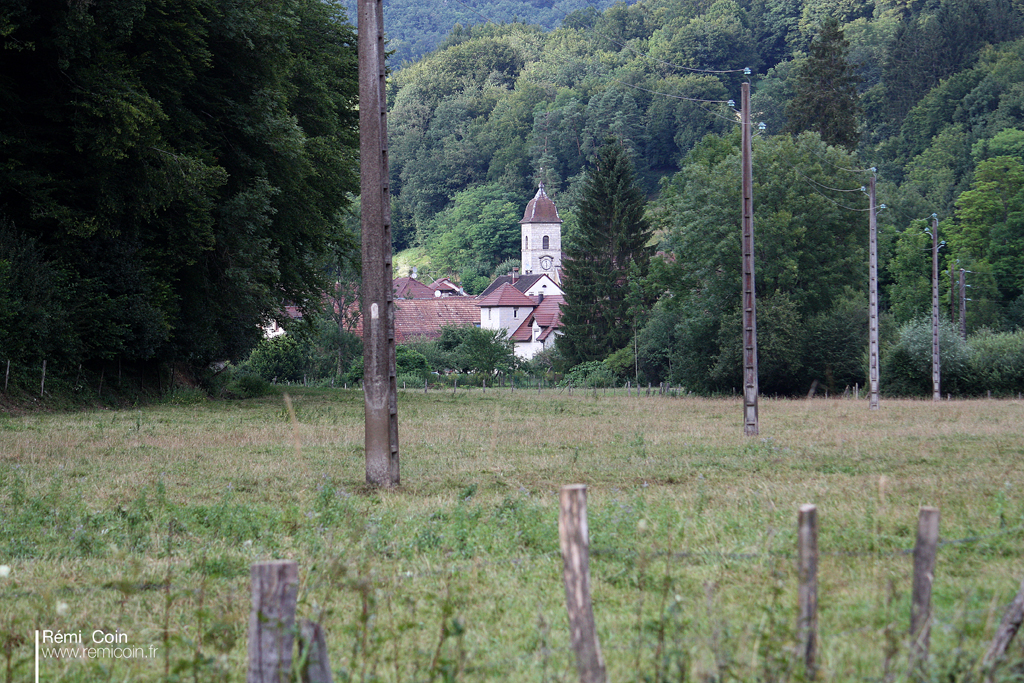
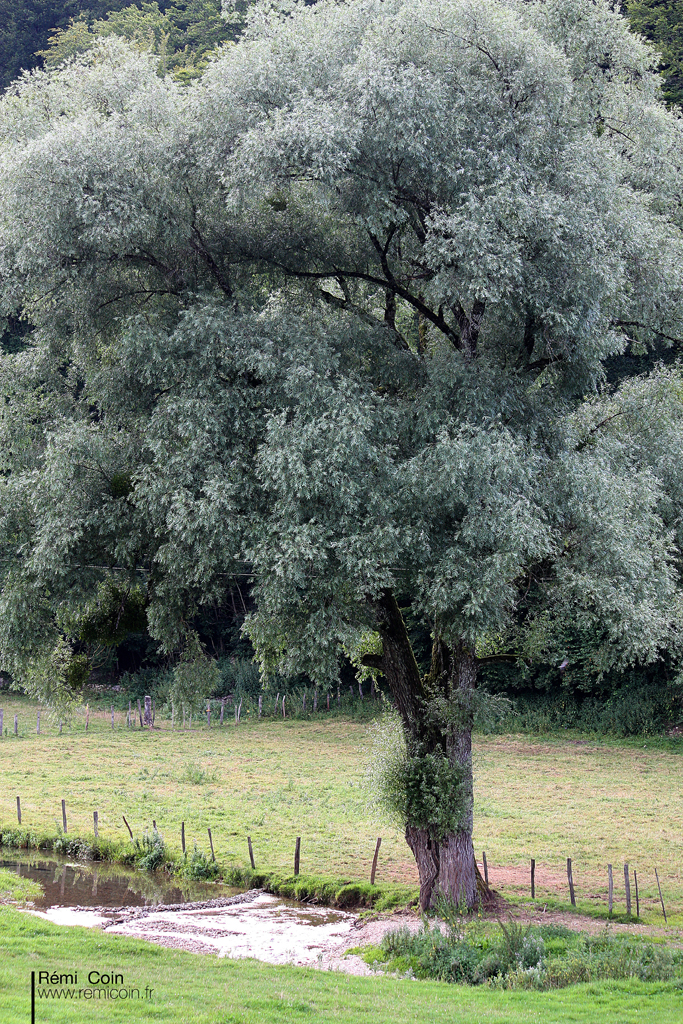